# Pseudosynaptops barbieri
Pseudosynaptops barbieri is een keversoort uit de familie bladrolkevers (Attelabidae). De wetenschappelijke naam van de soort werd in 1953 gepubliceerd door Marshall.